# Airy-0
Pour les articles homonymes, voir Airy.
Airy-0 est un cratère d'impact de Mars qui définit la position du premier méridien sur cette planète. Il est situé juste au sud de la bordure orientale du plateau de Meridiani Planum, à environ 100 km au sud de cette limite, dans la partie méridionale d'Arabia Terra, par 5,1° S et 0° E, à la limite des quadrangles de Margaritifer Sinus et de Sinus Sabaeus.
Airy-0 mesure environ 500 m de diamètre et est situé à l'intérieur d'un cratère plus grand, Airy. Via ce dernier, son nom provient de George Biddell Airy (1801-1892), un astronome du roi d'Angleterre.

## Carte
| Airy-0 Alba Patera Olympus Mons Biblis Tholus Uranius Mons Ceraunius Tholus Ascraeus Mons Pavonis Mons Arsia Mons Tharsis Tholus Hecates Tholus Elysium Mons Albor Tholus Apollinaris Patera Noctis Labyrinthus Candor Chasma Valles Marineris Kasei Vallis Shalbatana Vallis Ganges Chasma Ares Vallis Nili Fossae Ma'adim Vallis Argyre Planitia Hellas Planitia Arcadia Planitia Amazonis Planitia Terra Sirenum Solis Planum Tempe Terra Issedon Paterae Aonia Terra Vastitas Borealis Meridiani Planum Noachis Terra Utopia Planitia Acidalia Planitia Arabia Terra Syrtis Major Tyrrhena Terra Hesperia Planum Elysium Planitia Promethei Terra Terra Cimmeria |

## Articles liés
- Airy
- Premier méridien